# Condado de Whitman
O Condado de Whitman é um dos 39 condados do estado americano de Washington. A sede de condado é Colfax, e sua maior cidade é Pullman. O condado possui uma área de 5,640 km², uma população de 40,740 habitantes, e uma densidade populacional de 7 hab/km² (segundo o censo nacional de 2000).